# Ракшино (Могилёвская область)
Ракшино (бел. Ракшыно) — деревня в Мстиславском районе Могилёвской области Белоруссии. Административный центр Ракшинского сельсовета.

## География
Деревня находится в северо-восточной части Могилёвской области, в пределах Оршанско-Могилёвской равнины, к северу от автодороги Р96, к западу от железнодорожной линии Орша — Унеча Белорусской железной дороги, на расстоянии примерно 26 километров (по прямой) к западу от Мстиславля, административного центра района. Абсолютная высота — 215 метров над уровнем моря.

## История
В 1699 году упоминается как деревня Раковщина во Мстиславском воеводстве ВКЛ.
Согласно «Списку населенных мест Могилёвской губернии» 1910 года издания населённый пункт входил в состав Рактинского сельского общества Ряснянской волости Чаусского уезда Могилёвской губернии. Имелось 10 дворов и проживало 57 человека (24 мужчины и 33 женщины).

## Население
По данным переписи 2009 года, в деревне проживало 111 человек.